# Simeón de Mantua
Simeón de Mantua (siglo X – 1016) fue un monje benedictino armenio que fue canonizado a finales del siglo XI.

## Biografía
Pocos datos se conocen de los primeros años de la vida de Simeón de Mantua, excepto que dejó su casa cuando era joven para vivir como eremita en los desiertos de Palestina. Después de esto, se sabe que visitó Roma donde su estoicismo fue visto con desagrado por el pueblo romano. La intervención papal pacificó dicha situación.
En otro periodo, Simeon viajó por toda Italia, Francia y España antes de volver al norte de Italia, ingresando en el monasterio benedictino de Mantua. Allí fue conocido por su amabilidad y generosidad. Murió en Mantua en 1016.
Su tumba ha sido protagonista de numerosos milagros, que contribuyeron a su canonización en el siglo XI. Un noble local, el marqués Bonifacio III de Montferrat (no confundir con el futuro papa Bonifacio III o el famoso Bonifacio de Montferrat), reconstruyó una iglesia local y la consagró en su honor.